# Tanuki
Tanuki (jap. 狸 tanuki) – japońska nazwa jenota (Nyctereutes procyonoides), zwierzęcia należącego do rodziny psowatych. Według niektórych klasyfikacji, jako „tanuki” (ang.: racoon dog) rozumie się dwa podgatunki:

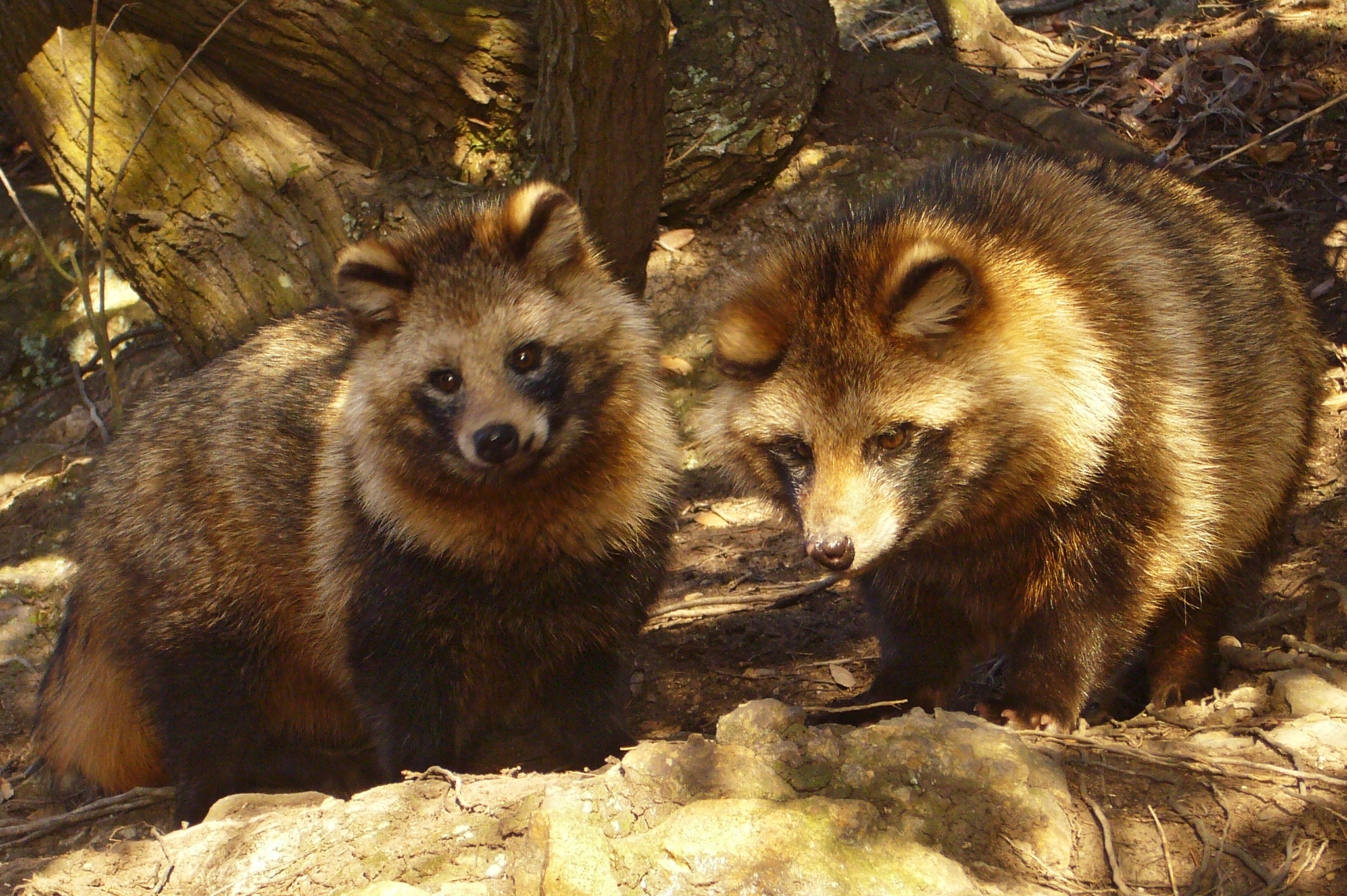
Hondo-tanuki

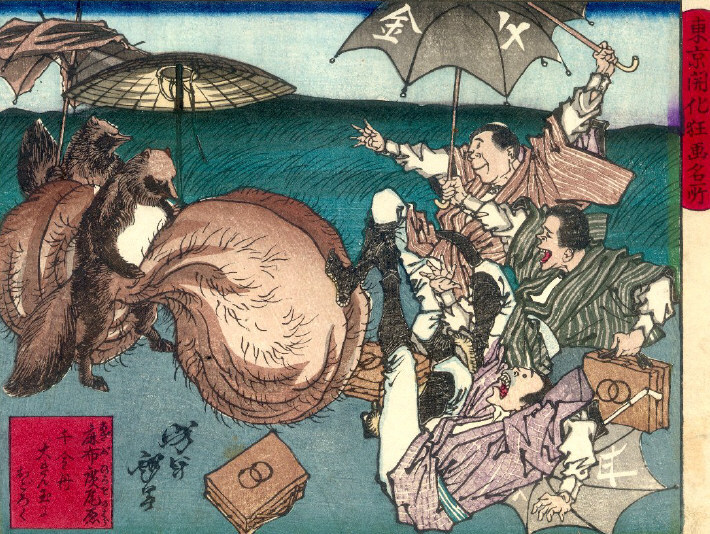
Tanuki z typowo powiększoną moszną, Tsukioka Yoshitoshi

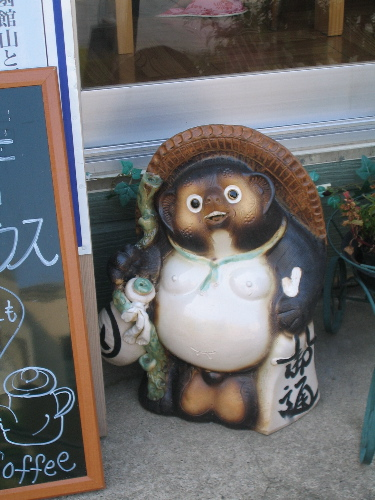
Figurka tanuki

- hondo-tanuki (łac.: Nyctereutes procyonoides viverrinus), zamieszkuje na Honsiu, Sikoku i Kiusiu;
- ezo-tanuki (łac.: Nyctereutes procyonoides albus), występuje na Hokkaido. Ma dłuższą sierść i nogi niż hondo-tanuki.

Długość ciała tanuki, pokrytego brązową sierścią, wynosi od 45 do 60 cm. W poszczególnych regionach Japonii używa się różnych nazw na jego określenie (np.: „mujina”). Nazwy te są z kolei przejmowane w pozostałych częściach kraju dla innych zwierząt. Wskutek tych nieporozumień językowych i zoologicznych, zwierzę to jest często kojarzone poza Japonią z rosomakiem, borsukiem, szopem praczem lub kunopsem. Najbliższe prawdzie wydaje się zaliczenie tanuki do wschodnioazjatyckiego podgatunku jenota (w niektórych definicjach jenot jest utożsamiany z kunopsem) lub do odrębnego podgatunku. Szczegółowe badania genetyczne spowodowały dalsze naukowe spory, nadal nieprzynoszące definitywnego rozwiązania kwestii przynależności tanuki do konkretnego podgatunku.
Nazwa „tanuki” stała się znana poza Japonią dzięki serialom telewizyjnym dla dzieci, rozpowszechnieniu anime i mangi (m.in. Pom Poko – Szopy w natarciu, gdzie używają swoich zdolności iluzji i zmiany postaci). Ich treścią są m.in. dawne legendy i bajki (mukashi-banashi), których bohaterami są właśnie tanuki.
Postać tanuki jako maskotki, totemu lub talizmanu, ma przynosić szczęście. W swojej baśniowej naturze są one podobne do bake-neko i kitsune. Podobnie jak one, potrafią zmieniać postać i przybierać kształty przedmiotów, roślin, innych zwierząt, wreszcie zmieniać się w ludzi, często mnichów. Jednak wobec ludzi tanuki są życzliwsze, choć przejawiają przesadne skłonności do wojaczki i konfliktów. Ich działania mają charakter bardziej wesołej psoty, niż kary, jak to bywa w przypadku lisów.
Tanuki ma osiem atrybutów, które przynoszą szczęście. Są to:
- bambusowy kapelusz, który chroni przed kłopotami;
- wielkie oczy, które pomagają bacznie postrzegać otoczenie i podejmować dobre decyzje;
- butelkę sake, która reprezentuje cnotę, zaletę, wartość;
- duży ogon, który pozwala utrzymać równowagę, spokój i siłę, aż do osiągnięcia sukcesu;
- ponadwymiarowe jądra symbolizujące szczęście w finansach;
- weksel z przyrzeczeniem zapłaty oznaczonej sumy pieniężnej, reprezentuje zaufanie;
- wielki brzuch symbolizujący stanowczość (używa go jako bębna);
- przyjazny uśmiech.

Dość niezwykłą cechą tanuki są przesadnie duże jądra. Przekonanie o dużych jądrach tanuki wywodzi się od prac robotników z okolic Kanazawy zajmujących się obróbką metali. Owijali oni złoto w skórę tanuki i z pomocą młotów ubijali je na cienkie płytki. Mówiono, że złoto jest na tyle plastyczne, a skóra tanuki na tyle wytrzymała, że nawet najmniejsza bryłka złota może być spłaszczona do listka o powierzchni 8 tatami. Ponieważ japońskie słowo oznaczające bryłkę złota: kin no tama (jap. 金の玉) jest bardzo podobne do kolokwialnej nazwy jąder: kintama (jap. 金玉) przyjęło się, że tanuki mają mosznę wielkości 8 tatami. W sztuce tanuki są bardzo często przedstawiane w przebraniu mnicha siedzącego i grającego na czymś, co może zdawać się kultowym bębenkiem, lecz w rzeczywistości są to jądra.
Figurki tanuki są często umieszczane przy wejściu do świątyń, restauracji i sklepów.